# المخيم الكشفي العالمي الرابع
المخيم الكشفي العالمي الرابع (بالمجرية: 4. Cserkész Világdzsembori) هو تجمع من الكشافة من جميع أنحاء العالم، واستضافته المجر وفي الفترة من 02-13 أغسطس 1933. وقد حضره حوالي 25792 كشاف يمثلون 46 جنسية مختلفة و أماكن مختلفة. نزلوا حول القصر الملكي في الغابة الملكية لغودولو، تبعد حوالي 11 ميلا من العاصمة بودابست.